# Nicotinato de cromo(III)
Nicotinato de cromo(III), ou polinicotinato de cromo, é um composto iônico utilizado para suplementação de cromo em alguns produtos nutricionais.